# Lake Thomas
Lake Thomas är en sjö i Antarktis. Den ligger i Östantarktis. Nya Zeeland gör anspråk på området. Lake Thomas ligger 862 meter över havet.